# 喬許·莫斯奎拉
喬許·莫斯奎拉-阿斯海姆（英語：Josh Mosqueira-Asheim），是桌面游戏和电子游戏的设计师。曾擔任《暗黑破坏神III》的游戏总监。
1996年，他开始设计游戏，当时他还是White Wolf的作家，他写《君士坦丁堡之夜》和《蒙特利尔之夜》时还在加拿大军队并读完大学。 Mosqueira，菲尔•布勒和斯特凡•布罗设计游戏the Tribe 8和Dream Pod 9 
Josh Mosqueira加入暴雪娱乐并成为《暗黑破坏神III》的首席设计师，2013年6月他成为了《暗黑破坏神III》所有平台上的游戏总监。 他曾是《英雄连》的首席设计师，2008年因为他参与《英雄连：抵抗前线》的工作而获得ELAN奖中的游戏创新奖。2016年，從暴雪娛樂離職。